# Мілітелло-ін-Валь-ді-Катанія
Мілітелло-ін-Валь-ді-Катанія (італ. Militello in Val di Catania, сиц. Militeddu) — муніципалітет в Італії, у регіоні Сицилія,  метрополійне місто Катанія.
Мілітелло-ін-Валь-ді-Катанія розташоване на відстані близько 550 км на південь від Рима, 160 км на південний схід від Палермо, 36 км на південний захід від Катанії.
Населення — 7539 осіб (2014).

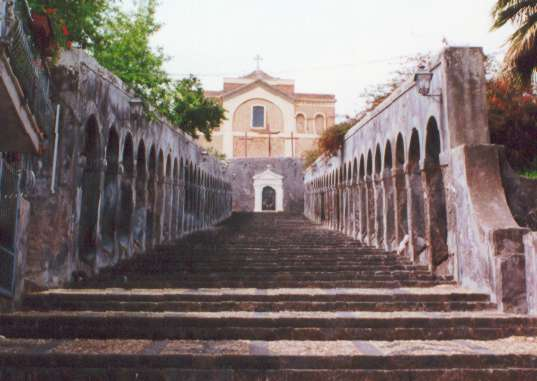

Щорічний фестиваль відбувається 18 серпня та 8 вересня. Покровителі — Santissimo Salvatore і Santa Maria della Stella.

## Демографія
Шаблон:Демографія/Мілітелло-ін-Валь-ді-Катанія
Станом на 1 січня 2023 року в муніципалітеті офіційно проживали 74 іноземці з 17 країн, серед них 45 громадян країн Євросоюзу та 1 громадянин України.

## Сусідні муніципалітети
- Франкофонте
- Лентіні
- Мінео
- Палагонья
- Скордія
- Віццині